# الدورة 29 للجنة التراث العالمي
الدورة التاسعة والعشرين للجنة التراث العالمي انعقدت في الفترة ما بين 10 يوليو وحتى 17 يوليو من العام 2005، وذلك في مدينة ديربان بجنوب أفريقيا.

## الأعضاء
- الأرجنتين
- بنين
- تشيلي
- الصين
- كولومبيا
- مصر
- الهند
- اليابان
- الكويت
- لبنان
- ليتوانيا
- هولندا
- نيوزيلندا
- نيجيريا
- النرويج
- عُمان
- البرتغال
- روسيا
- سانت لوسيا
- جنوب إفريقيا
- المملكة المتحدة